# Thorsten Raquet
Thorsten Raquet (* 12. Januar 1978 in Bad Bergzabern) ist ein ehemaliger deutscher Basketballspieler.

## Werdegang
Raquet spielte in Südwestdeutschland, unter anderem in Speyer. 2009 ging er nach Norddeutschland.
Er spielte während der Saison 2009/10 beim von Trainer Özhan Gürel betreuten SC Rist Wedel in der 2. Basketball-Bundesliga ProB. Danach wechselte er eine Klasse tiefer zu den CRE Eagles Itzehoe in die 1. Regionalliga. Zur Saison 2011/12 wechselte er zur BG Halstenbek/Pinneberg in die 2. Regionalliga und trug zum Gewinn des Meistertitels 2012 bei.

### Beruf
Im Februar 2023 wurde der Betriebswirt Mitglied der Geschäftsführung des Unternehmens PCG und übernahm im Januar 2024 vom Unternehmensgründer Oliver Schallhorn die Leitung des operativen Geschäfts.